# Saturno INT-21
O Saturno INT-21 foi um estudo para a construção de um veículo de lançamento orbital estadunidense na década de 1970. Foi derivado do foguete Saturno V usado para o Programa Apollo, usando seus primeiros e segundos estágios, mas sem o terceiro estágio. A unidade de guiamento seriam movida a partir do topo do terceiro estágios para o início do segundo estágio. O INT-21 nunca foi concluído.
Uma variante relacionada foi lançada uma vez, a partir do Centro Espacial Kennedy, na Flórida colocando a estação espacial Skylab em órbita, às 17:30 UTC, em 14 de maio de 1973. Como a Skylab foi construído a partir de um estágio S-IVB, não houve há necessidade de mover a unidade de guiamento. Esta versão foi desenvolvida para ser usado em outros voos no Apollo Applications Program, e também teria sido usado para lançar outras estações espaciais estadunidenses, incluindo a Skylab B.

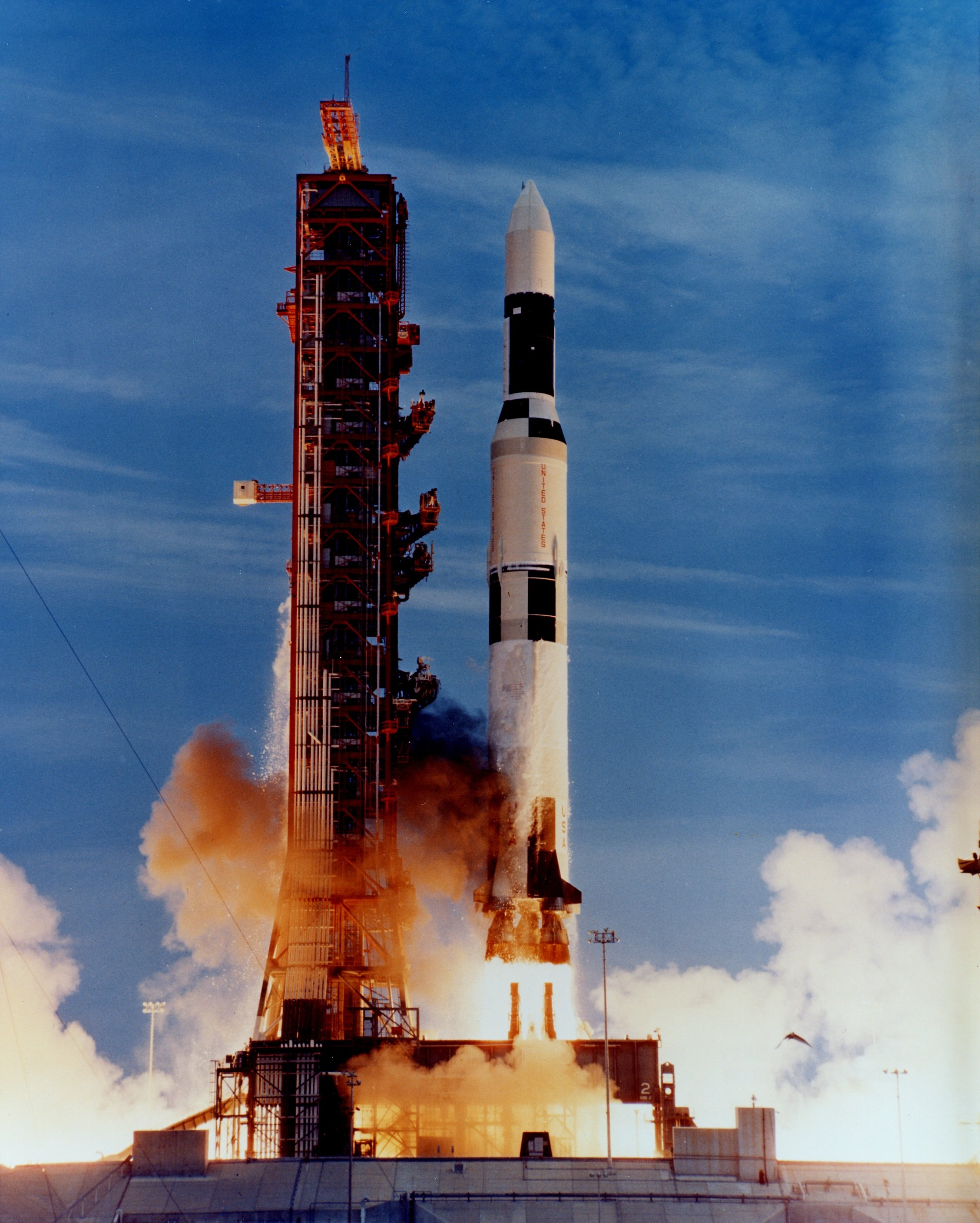
O Saturno INT-21 teria sido semelhante ao Saturno V, que lançou a estação espacial Skylab, em 14 de maio de 1973